# بطباط أفغاني
بطباط أفغاني (الاسم العلمي:Polygonum afghanicum) هو نوع من النباتات يتبع جنس البطباط من الفصيلة البطباطية.